# ガマ
ガマ（蒲、香蒲、学名:Typha latifolia L.）は、ガマ科ガマ属の多年草の抽水植物である。別名、ミズクサともいい、古くはカマとも呼ばれていた。円柱状の穂は蒲の穂と呼ばれる。花粉は蒲黄（ほおう）とよばれ、薬用にされる。

## 名称
和名のガマは、葉を編んでむしろや敷物を作ったことから、朝鮮語のカム（材料）に由来するとする説がある。別名で、ミズクサ・ミスクサ・ミスグサ（御簾草）や、キツネノロウソク（狐の蝋燭）とも言われる。
なお漢字の「蒲」は、音を表す「浦」と意味を示す「艸」とを組み合わせた形声文字である。

## 分布・生育地
北半球の温帯から熱帯の温暖な地域や、オーストラリアの広範囲に分布。日本では北海道・本州・四国・九州に分布する。池や沼、川の岸辺などの浅い水辺に自生する。

## 特徴
浅い水底の泥の中の根茎から茎が直立する多年草。横に走る地下茎によって群生する。
草丈は高さ1 - 2 メートル (m) で、水中の泥の中に地下茎をのばす。葉は線形で厚く、下部は鞘状に茎を抱く。葉の断面は三日月形で、内部はスポンジ状である。
花期は夏の6 - 8月。葉よりも高く茎を伸ばし、頂に円柱形の花穂をつけ、上部は黄色い花粉をまき散らす雄花穂、下部の緑色部は雌花穂であり、雌雄花穂はつながってつく。穂の上半分の雄花群は細く、長さ7 - 12センチメートル (cm) 、開花時には黄色い葯が一面に出る風媒花である。花穂の下部の雌花群は、長さ10 - 12 cm、直径は約6ミリメートル (mm) である。雄花も雌花も花びらなどはなく、ごく単純な構造になっている。
花が終わると、雄花は散って軸だけが穂の上に立ち、雌花穂は茶褐色になって太さも1.5 - 2 cmと太くなり、ソーセージに形が似たいわゆる「ガマの穂」になる。雌花は結実後は、綿クズのような冠毛を持つ微小な果実になる。この果実は、長い果柄の基部に穂綿となる白い毛がつき、先端の花柱が色づく。晩秋になると、ガマの穂がほぐれて風によって飛散し、水面に落ちると速やかに種子が実から放出されて水底に沈み、そこで発芽する。また、強い衝撃によって、種が飛び散ることもある。
メイガ科（あるいはツトガ科）のニカメイガ（Asiatic rice borer, Chilo suppressalis）、ヤガ科のオオチャバネヨトウ（Nonagria puengeleri）などの幼虫の食草である。魚類などの産卵場所や避難場所として利用され、栄養塩類の除去などの水質浄化に役立っている。

## 利用方法
昔から、若葉を食用、花粉を傷薬、葉や茎はむしろや簾の材料として使われてきた。雌花の熟したものは綿状（毛の密生した棒様のブラシ状）になり、これを穂綿と呼ぶ。火打ち石で火を付けていた時代には、穂綿に硝石をまぜてほくちとして用いることがあった。蒲の穂を乾燥させて、蚊取り線香の代用として使われる事もある。
茎、葉は、樽作りで、樽材の隙間に噛ませ、気密性の向上に利用される事もある。かつてアイヌは茎を編んでゴザにした。

### 薬用
ガマの雄化穂から出る花粉は、同属のコガマ、ヒメガマとともに、集めて陰干ししたものが生薬となり、蒲黄（ほおう）と呼ばれ薬用にする。漢方では、蒲灰散（ほかいさん）、蒲黄散などに蒲黄が処方され、内服すると利尿作用、通経作用があるとされる。民間では、1日量2 - 3グラムの花粉を、布袋などに入れて約400 ㏄の水で半量になるまで煎じて、3回に分けて服用される。外傷には傷面を清潔にして花粉をそのままつけてもよいとも言われており、中国南朝の陶弘景注『神農本草経』、唐代の孫思邈著『備急千金要方』には、蒲黄が止血や傷損（すり傷）に効くとある。
黄色い花粉には、フラボノイド配糖体のイソラムネチン、脂肪油、α-ティファステローム、β-シトステロール、ブドウ糖などの成分が含まれる。このフラボノイド配糖体には、細胞組織を引き締める収斂（しゅうれん）作用があり、血管を収縮させて出血を止める作用があると考えられている。また、脂肪油が外傷の皮膚面を覆うことにより、外部からの空気に触れないように保護し、自然治癒力を助けていると考えられている。

## ガマ属の種
ガマ属（Typha）の日本で主に見られる種は、ガマのほか、草丈1 m内外と全体に小型のコガマ、草丈1.7 mほどとやや小さいヒメガマの3種である
。これらは日本全土の池や沼に分布する多年草で、花期は6 - 8月、ガマが最も早く、ヒメガマ、コガマと続くとされる。雌花序と雄花序が約1 cmほど離れて花茎の軸が見えるのがヒメガマ、雌花序と雄花序が連続しており、雌花序の長さが10 - 20 cmのものがガマ、6 - 10 cmのものがコガマと識別できる。3種のなかで果期のガマの穂が一番太いのが、本種ガマである。
ガマの花粉を顕微鏡で見ると、花粉4個が正方形か1列に並んで合着しているのに対し、コガマとヒメガマでは、花粉が1個ずつ単独である。種によって酸素漏出速度が異なり、生育している土壌に与える影響が異なる。
- ガマ（学名 Typha latifolia L.）
- ヒメガマ（学名 Typha domingensis Presl）[21]
- モウコガマ（学名 Typha laxmannii）
- コガマ（学名 Typha orientalis C.Presl）

## 文学・文化
日本最古の歴史書とされる『古事記』（712年）の中の「因幡の白兎」の挿話で登場することでも有名である。『古事記』の「因幡の白兎」の説話では、毛をむしり取られた兎に、大穴牟遅神（大国主命）が蒲黄を取って敷き散らし、その上に転がるよう教える。また、「因幡の白兎」が包まれたのは、ガマの穂綿だという説もある。
「蒲の穂」はかまぼこ（蒲鉾）の語源である。昔のかまぼこは板に盛られた現在の形とは異なり、細い竹にすり身を付けて焼いた食べ物を指していた。これは現在のちくわにあたる。ちくわと蒲の穂は色と形が似ていて、矛のように見えるガマの穂先は「がまほこ」と言われている。蒲焼きも、昔はウナギを開かずに、筒切りにして棒に差して焼いていたので、その形がガマの穂に似ていたことから「蒲」の字が当てられている。
布団も元来は「蒲団」と書き、江戸時代以前に、スポンジ状の繊維質が入った丈夫で柔らかなガマの葉を使って、円く編んで平らな敷物をつくった。
花言葉は、従順、素直、慌て者、無差別、救護、慈愛、予言など多数ある。

## 関連画像

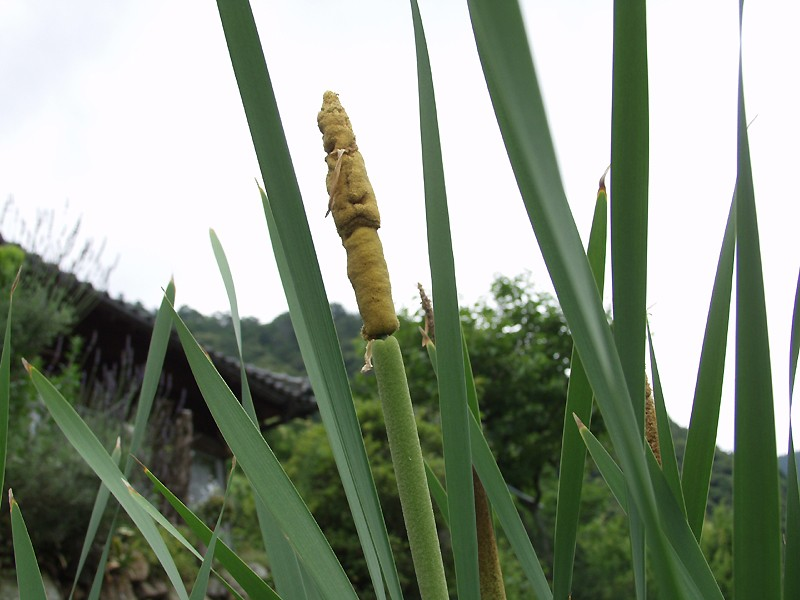
ガマ
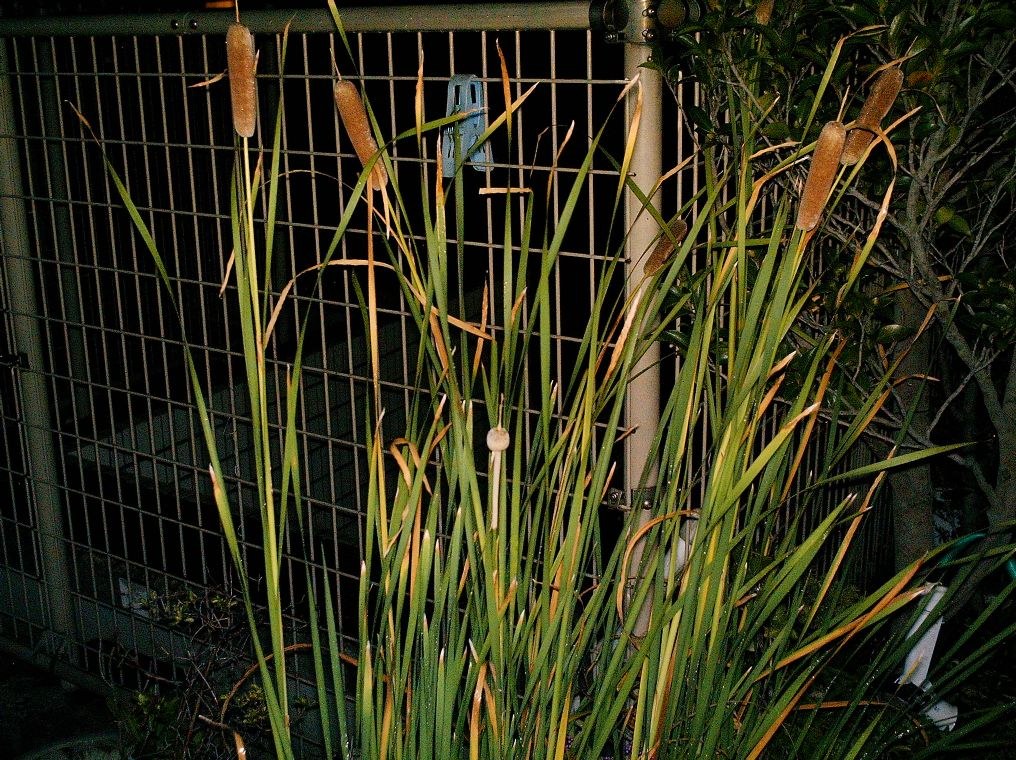
コガマの穂（10月）中央下の穂は奇形
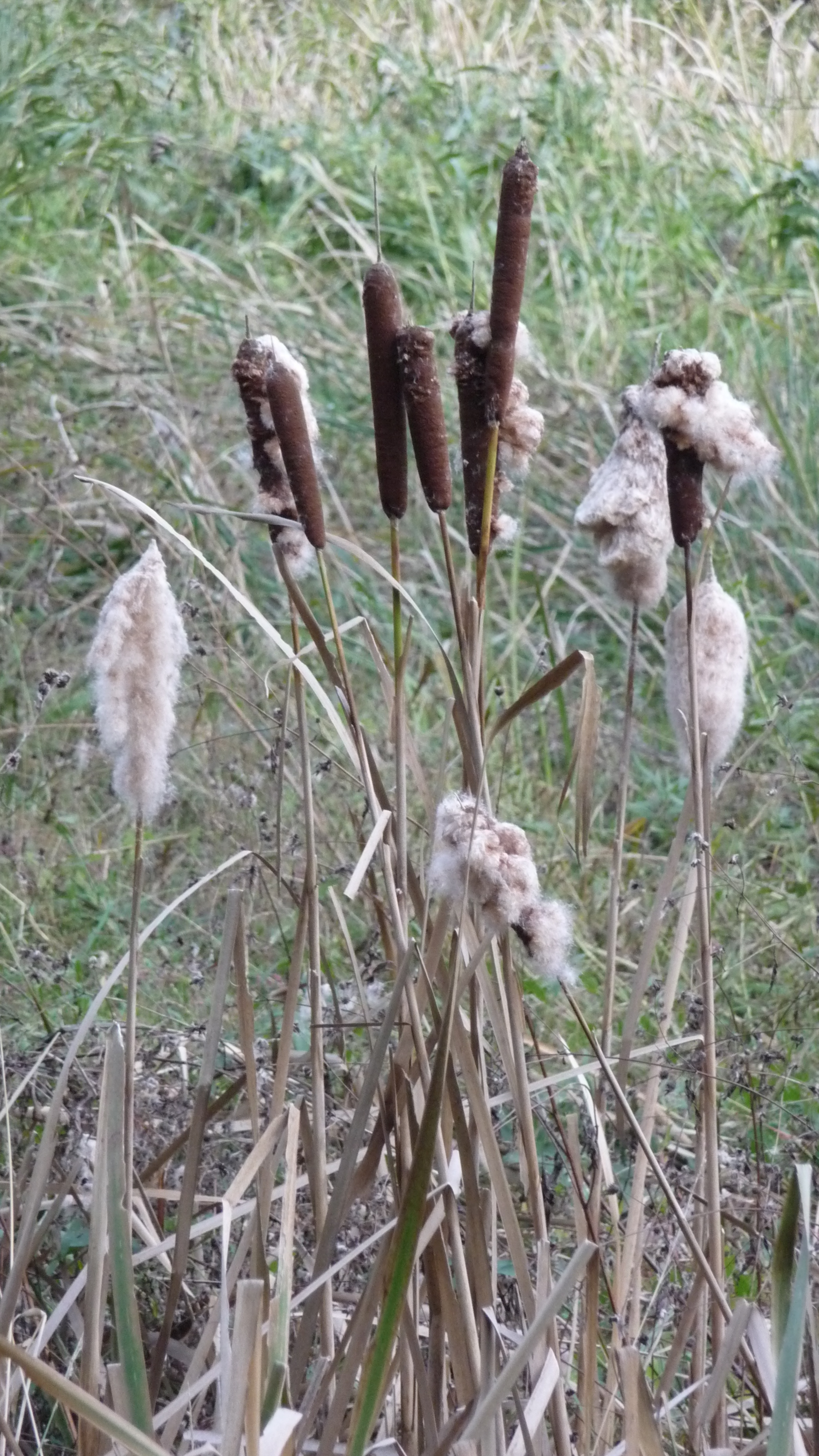
晩秋に綿毛（種）に変わった蒲の穂、古くは綿毛を蒲団に用い由来となる。やがて綿毛が付いた種は風によって拡散される。